# Blisk

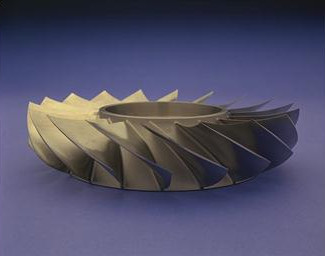
Primo stadio di compressore di un motore Allison costruito con tecnologia blisk

Con il termine blisk viene indicata in campo aeronautico una tecnologia costruttiva secondo la quale le palette ed il disco di uno stadio rotorico di una turbina a gas sono ottenuti per fusione in un unico assieme, o lavorati da un unico pezzo di metallo. Un blisk può essere anche ottenuto saldando ad attrito le palette al disco.
Il termine è una fusione delle parole inglesi blade ("paletta") e disc ("disco"). Il blisk in inglese è anche definito integrally bladed rotor (IBR), "rotore a palette integrali".

## Storia

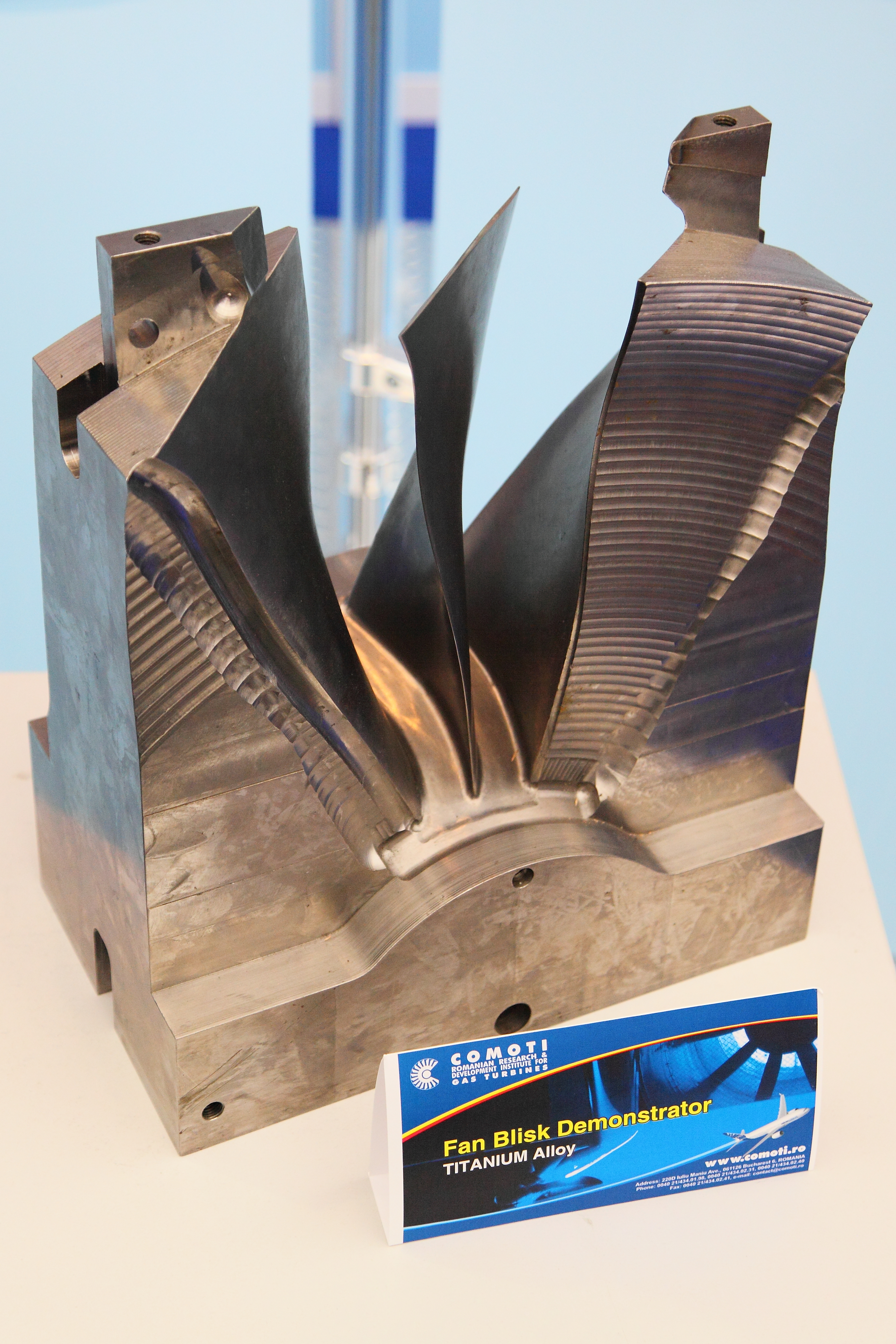
Campione dimostrativo di blisk ottenuto per fresatura.

I primi esempi di blisk fecero la loro comparsa in campo aeronautico agli inizi degli anni ottanta. Tra questi i motori per elicottero General Electric T700 e Rolls-Royce Turboméca RTM322 (entrambi proposti per equipaggiare l'elicottero EH 101). Da allora in avanti la tecnologia blisk si è andata sempre più diffondendo per applicazioni nel campo dei rotori di compressori assiali e fan, dai motori più piccoli come il PW600 a quelli più grandi come il Rolls-Royce Trent XWB. In campo militare l'EJ200 ha ben sei stadi rotorici del compressore (su otto totali) costruiti con tecnologia blisk, mentre la versione STOVL F-35B del Joint Strike Fighter usa due blisk controrotanti per il suo Lift Fan.

## Tecnologia
I processi di costruzione dei blisk sono differenti. I rotori (in particolare quelli in titanio) possono essere ottenuti per fresatura di un blocco di materiale con macchine a controllo numerico che, asportando il materiale, "scolpiscono" il disco e le palette, o per colata in stampi.
Per materiali in superlega è invece indicata la lavorazione elettrochimica (electrochemical machining o ECM) in cui il pezzo grezzo, ricavato da una sommaria sbozzatura del blocco di metallo, è caricato positivamente ed immerso in una soluzione salina. A questo viene avvicinato il catodo (caricato negativamente) che ha la forma del negativo della superficie da ottenere. Gli ioni che si distaccano dall'anodo vengono portati via dal flusso di soluzione salina che viene fatto scorrere tra i due elettrodi in modo che non si depositino sul negativo. Questo tipo di lavorazione è più veloce (tra il 30% ed il 50%) e più precisa della fresatura, garantendo una finitura superficiale ottimale.
Il processo della saldatura ad attrito, recentemente introdotto dalla MTU Aero Engines, prevede invece la forgiatura separata di dischi e palette che vengono poi uniti; uno dei componenti (in genere il disco) è tenuto fermo, mentre l'altro (la paletta) viene fatto oscillare e, contemporaneamente, viene pressato alla parte da saldare. Il calore generato dall'attrito dei componenti riscalda il materiale fino alla temperatura di fusione permettendone l'unione. Eventuali residui di materiale di fusione all'interfaccia dei componenti saldati sono eliminati con fresatrici a controllo numerico.

## Vantaggi

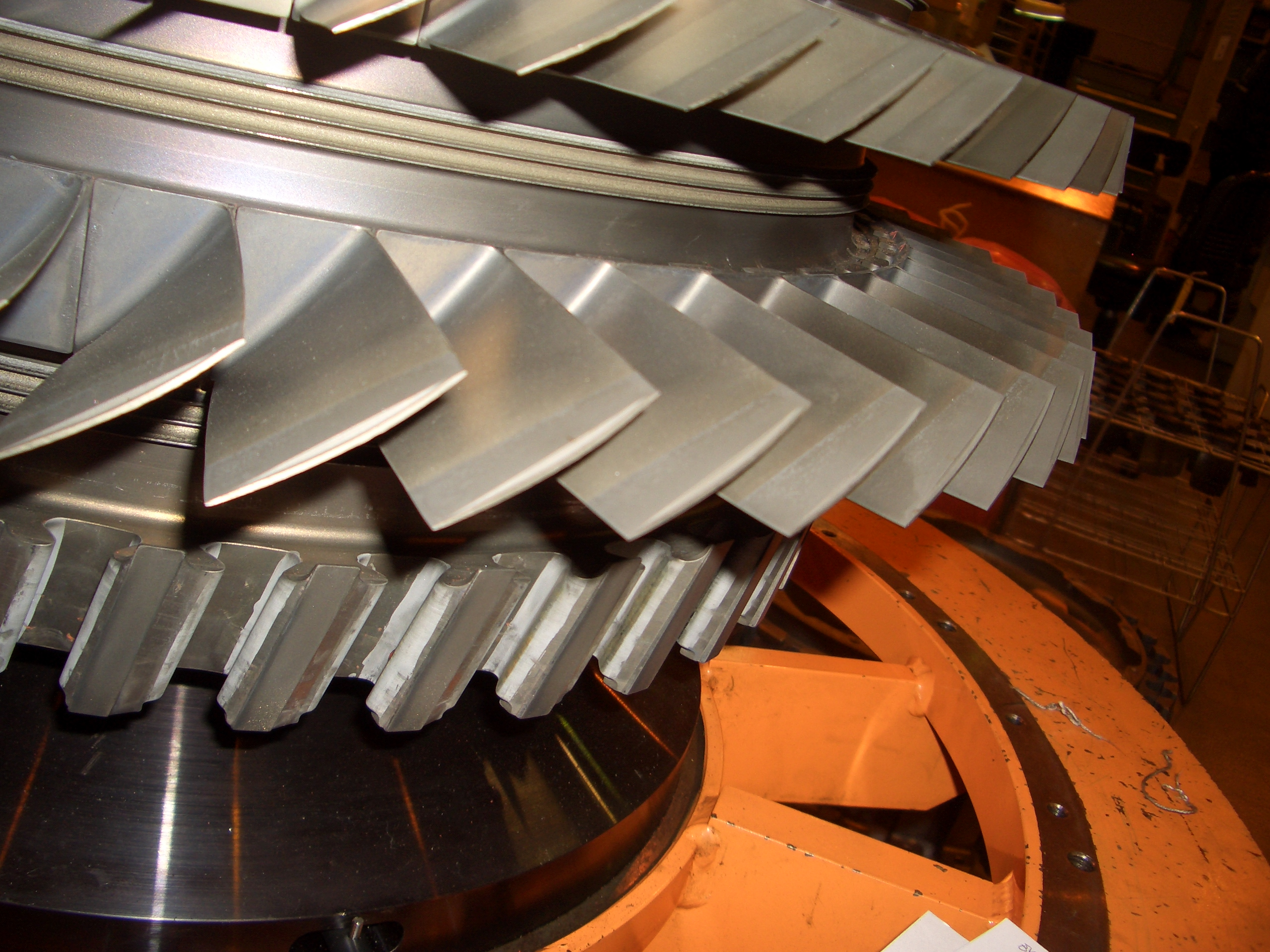
In un rotore convenzionale le palette sono installate ad incastro sul disco. Queste sedi, visibili nella parte inferiore della foto, sono zone soggette a grandi sforzi meccanici e dove possono nascere cricche.

Un disco rotorico convenzionale può essere costituito anche da 160 pezzi tra loro assemblati con viti, bulloni o altri elementi. Il blisk, di contro, è costituito da un singolo pezzo. Ciò comporta un vantaggio in termini di peso e resistenza, oltre che un incremento in termini di efficienza (anche dell'8%) dovuto alla maggiore "pulizia" aerodinamica di un componente che non ha discontinuità sulle sue superfici.

## Svantaggi
In caso di ingestione di corpi estranei nel motore o in caso di bird strike, le palette si possono danneggiare. Piccoli danni possono essere rilavorati (tipicamente asportando del materiale in modo da arrotondare eventuali intaccature per evitare l'insorgenza di cricche). Danni più estesi, invece, possono richiedere la sostituzione di una o più palette, evento che, nel rotore blisk, comporta la sostituzione completa di tutto l'assieme, a costi notevolmente superiori alla riparazione parziale di un rotore convenzionale.